# Bù Jiàng
Bù Jiàng va ser el l'onzè rei de la dinastia Xia de la Xina; possiblement va governar 59 anys. El seu pare va ser el rei Xiè. Segons els Annals de bambú, durant el 6è any de règim de Bù Jiàng, va lluitar amb Jiuyuan. En el 35è any del seu règim, el seu estat vassall Shang va derrotar Pi.
En el 59è any del règim va passar el seu tron al seu germà menor Jiōng. Va morir 10 anys més tard.
Bù Jiàng és considerat com un dels reis més savis d'aquesta dinastia.